# Serra da Rocinha
Serra da Rocinha är en bergskedja i Brasilien.   Den ligger i delstaten Paraná, i den södra delen av landet, 1 100 km söder om huvudstaden Brasília.
I omgivningarna runt Serra da Rocinha växer i huvudsak städsegrön lövskog. Runt Serra da Rocinha är det ganska glesbefolkat, med 48 invånare per kvadratkilometer.